# 小行星7355
小行星7355（7355 Bottke）是一颗绕太阳运转的小行星，为主小行星带小行星。该小行星于1995年4月25日发现。

## 轨道参数
小行星7355的轨道半长轴为2.2587256 UA，离心率为0.165。